# Ludwig Dorn
Ludwig Dorn (* 6. Mai 1900 in Bodenwalz, Gemeinde Kimratshofen, heute Markt Altusried; † 14. Juni 1986 in Legau) war ein deutscher Pfarrer der römisch-katholischen Kirche und Historiker.

## Leben und Wirken
Ludwig Dorn entstammte einer alteingesessenen Bauernfamilie, besuchte das humanistische Gymnasium in Kempten (Allgäu) und studierte Philosophie und Theologie in München. Während der ersten Semester besuchte er auch Vorlesungen der Professoren Michael Doeberl (Bayerische Landesgeschichte) und Hermann von Grauert (Deutsche Geschichte). Nach seiner Priesterweihe am 19. Juni 1925 in der Münchner Ludwigskirche wurde er im Bistum Augsburg tätig. Seine erste Station als Kaplan war Rain am Lech; es folgten Neu-Ulm und St. Ulrich und Afra (Augsburg), bevor er 1930 als Benefiziat nach Rain zurückkehrte. Dort wirkte er insbesondere als Jugendseelsorger, worin er von 1933 an behindert wurde. Darauf begann er, sich in der lokalen Geschichte ein zweites Betätigungsfeld zu erschließen und historische Studien zu veröffentlichen, wofür ihn die Stadt Rain 1974 und 1985 ehrte.
Von 1937 bis 1949 betreute er als Benefiziat beziehungsweise ab 1942 als Expositus die Wallfahrtskirche Maria Schnee in Lehenbühl. Von Oktober 1949 bis Dezember 1955 war er Pfarrer von Frauenzell und anschließend in gleicher Funktion bis Juni 1969 in Wohmbrechts tätig. Seinen Ruhestand verbrachte er in Legau.
Ludwig Dorn befasste sich vorrangig mit Themen der Kirchen- und Frömmigkeitsgeschichte Schwabens und des Allgäus, insbesondere der von ihm betreuten Kirchen. Seine gründlichen, quellennahen Aufsätze hierüber erschienen im Allgäuer Geschichtsfreund und im Jahrbuch des Vereins für Augsburger Bistumsgeschichte, eine sehr große Zahl kleinerer Beiträge allerdings auch in eher schwer zugänglichen Reihen wie den Westallgäuer Heimatblättern sowie verschiedenen Pfarr- und Gemeindeblättern. Der Kemptener Stadtarchivar Wolfgang Haberl stellte sie im Nachruf auf Ludwig Dorn zusammen. Dorn war Mitglied der Schwäbischen Forschungsgemeinschaft.

## Ehrungen
- Bundesverdienstkreuz am Bande
- Ehrenbürgerschaft der Stadt Rain am Lech (1985)
- Bürgermedaille der Stadt Rain am Lech (1974)
- Ludwig-Dorn-Straße in Rain am Lech

## Schriften (Auswahl)

### Monographien
- Historisches aus Rain. Neuauflage der Schriften Ludwig Dorns über Rain, erstmals erschienen 1933–1937. Überarbeitet von Adalbert Riehl. Rain, 1985.
- Die Wallfahrten des Bistums Augsburg. 4. Auflage. Eos-Verlag, St. Ottilien, 1976, ISBN 978-3-88096-012-1.
- Rainer Bürger im Alltag. Nach den Ratsprotokollen der Stadt Rain aus den Jahren 1545–1654. Rain, 1974.
- Lehenbühl, Wallfahrtskirche Maria Schnee (= Kleine Kunstführer. Band 487). München, 1971.
- Die Pfarrer von Wohmbrechts. Weiler i. A., 1968.
- Die Pfarrer des bischöflichen Landkapitels Legau. Legau 1958.
- Die Geschichte der Wallfahrt Gschnaidt. Altusried 1952.
- Die Marienwallfahrten des Allgäus. St. Josefs-Druckerei, Wangen 1950.
- Das Hohentanner Urbar von 1447 (= Alte Allgäuer Geschlechter. Band 15 = Allgäuer Heimatbücher. Band 20). Oechelhäuser, Kempten (Allgäu), 1939.
- Die Geschichte der katholischen Stadtpfarrei Rain a. Lech von 1300–1800. Selbstverlag, Rain am Lech, 1937.
- Die Geschichte der ehemaligen Grenz- und Festungsstadt Rain am Lech. Selbstverlag, Rain am Lech, 1936.
- Die Geschichte des Rainer Winkels um 1250. Selbstverlag, Rain am Lech, 1935.
- Versuch einer Rainer Schulgeschichte. Selbstverlag, Rain am Lech, 1934.

### Aufsätze
- Ludwig Dorn, Erhard Ott: Die Pfarrei Kreuzthal und ihre Pfarrer. In: Das Kreuzthal beidseits der Eschach. Geschichte, Häuser. (= Buchenberger Geschichtshefte. Heft 4). Buchenberg, 2007, S. 44–55.
- Das Mirakelbuch der Wallfahrt Maria Hilf in Speiden. Ein Beitrag zur 350jährigen Wallfahrtsgeschichte. In: Jahrbuch des Vereins für Augsburger Bistumsgeschichte. Band 20, 1986, S. 141–145.
- Das Tränenwunder in der Wies 1738. Eine kritische Untersuchung nach vorhandenen Quellen. In: Jahrbuch des Vereins für Augsburger Bistumsgeschichte. Band 19, 1985, S. 78–87.
- Der Bildhauer Johann Georg Neher von Legau. In: Allgäuer Geschichtsfreund. Band 85, 1985, S. 116–129.
- Die Augenwende am Gnadenbild in Maria Steinbach. Ein Beitrag zum 250jährigen Jubiläum der Wallfahrt. In: Jahrbuch des Vereins für Augsburger Bistumsgeschichte. Band 17, 1983, S. 137–154.
- Die Kemptener Bildhauer Johann Ludwig II. und Franz Ferdinand Ertinger und ihre Arbeiten in der Pfarrei Legau. In: Allgäuer Geschichtsfreund. Band 83/84, 1983/84, S. 301–309.
- Andreas Öder, Pfarrer von Frauenzell, am 31. August 1529 als Ketzer verbrannt. In: Jahrbuch des Vereins für Augsburger Bistumsgeschichte. Band 16, 1982, S. 210–214.
- Die drei ältesten Kalendarien der Pfarrkirche St. Mang in Kempten. Eine liturgiegeschichtliche Untersuchung. In: Allgäuer Geschichtsfreund. Band 82, 1982, S. 40–63.
- Maurus von Schönberg. Stiftkemptischer Propst 1685–1733. In: Jahrbuch des Vereins für Augsburger Bistumsgeschichte. Band 15, 1981, S. 286–290.
- Die Wallfahrtskirche Maria Steinbach. Ein Beitrag zu ihrer Baugeschichte. In: Allgäuer Geschichtsfreund. Band 81, 1981, S. 17–42.
- Die Liebfrauenkaplanei bei St. Mang in Kempten im 14. und 15. Jahrhundert. In: Allgäuer Geschichtsfreund. Band 80, 1980, S. 5–15.
- Der Personalkatalog der ehemaligen Landkapitel Isny, Lindau und Stiefenhofen im Jahre 1608. In: Jahrbuch des Vereins für Augsburger Bistumsgeschichte. Band 13, 1979, S. 34–40.
- Die Kirchenvisitationen der drei Allgäuer Reichsstädte Kaufbeuren, Kempten und Memmingen im Jahre 1549. In: Allgäuer Geschichtsfreund. Band 79, 1979, S. 113–115.
- Die Wallfahrt (nach Mariahilf in Speiden). In: Lothar Altmann: Wallfahrtskirche Mariahilf in Speiden (= Schnell Kunstführer. Nr. 1187). 1979, 2. Aufl. 1985, S. 18–23.
- Das Visitationsprotokoll des Bistums Augsburg von 1549. In: Jahrbuch des Vereins für Augsburger Bistumsgeschichte. Band 12, 1978, S. 209–227.
- Der Bildersturm in der Pfarrkirche St. Mang in Kempten im Januar 1533. In: Allgäuer Geschichtsfreund. Band 78, 1978, S. 114–155.
- Aus dem Atlas Marianus: Die Marienwallfahrten des Bistums Augsburg im Jahre 1672. In: Jahrbuch des Vereins für Augsburger Bistumsgeschichte. Band 11, 1977, S. 66–83.
- Das Heilig-Geist-Spital Kempten im 15./16. Jahrhundert. Seine Wirtschaftsgeschichte im Lichte anderer schwäbischer Spitäler. In: Allgäuer Geschichtsfreund. Band 77, 1977, S. 38–71.
- Der Informativ-Prozess wegen Anerkennung der Wallfahrt Maria Steinbach. In: Jahrbuch des Vereins für Augsburger Bistumsgeschichte. Band 10, 1976, S. 302–309.
- Die Reichsstadt Kempten um 1450 und der Kirchenneubau der St. Mang-Kirche 1426–1450. In: Allgäuer Geschichtsfreund. Band 76, 1976, S. 80–100.
- Anekdoten aus dem Leben des Maria Steinbacher Pfarrers Andreas Vollmar, +13. November 1951. In: Das schöne Allgäu. Juni 1976, S. 92–94.
- Das Kloster Kempten und die Pfarrei St. Mang im Frühmittelalter. In: Jahrbuch des Vereins für Augsburger Bistumsgeschichte. Band 9, 1975, S. 166–174.
- Die spätmittelalterliche Pfarrei St. Mang in Kempten. In: Allgäuer Geschichtsfreund. Band 75, 1975, S. 41–73, Bildtaf. im Anh.
- Die Verehrung des hl. Ulrich im Allgäu. In: Jahrbuch des Vereins für Augsburger Bistumsgeschichte. Band 8, 1974, S. 85–95.
- Die Wallfahrtskirche Maria Steinbach und ihr Architekt. In: Allgäuer Geschichtsfreund. Band 74, 1974, S. 18–40, Bildtaf. im Anh.
- St. Ulrich in der Volksüberlieferung des ehemaligen Bistums Konstanz. In: Jahrbuch des Vereins für Augsburger Bistumsgeschichte. Band 7, 1973, S. 116–133.
- Die ersten drei Jahrzehnte der Wallfahrt Maria Steinbach (1728–1758). In: Jahrbuch des Vereins für Augsburger Bistumsgeschichte. Band 6, 1972, S. 188–204.
- Auf den Spuren der Kelten im Allgäu. Eine orts- und sprachgeschichtliche Studie. In: Allgäuer Geschichtsfreund. Band 72, 1972, S. 1–14.
- Die Wallfahrt Maria Thann im 15. und 16. Jahrhundert. In: Jahrbuch des Vereins für Augsburger Bistumsgeschichte. Band 5, 1971, S. 111–121.
- Kirchliche Verhältnisse im Allgäu vor Beginn der Aufklärungszeit. Beschrieben nach dem Visitationsprotokoll des Landkapitels Isny vom Jahr 1755. In: Allgäuer Geschichtsfreund. Band 71, 1971, S. 1–8.
- Kultur- und religionsgeschichtliche Beobachtungen. In: Allgäuer Geschichtsfreund. Band 71, 1971, S. 8–15.
- Die Wallfahrt Kirchhaslach im 14./15. Jahrhundert. In: Jahrbuch des Vereins für Augsburger Bistumsgeschichte. Band 4, 1970, S. 133–150.
- Das Visitationsprotokoll des Landkapitels Stiefenhofen vom Jahre 1706. Ein Beitrag zur Kultur- und Kirchengeschichte des Allgäus im Zeitalter des Barocks. In: Allgäuer Geschichtsfreund. Band 70, 1970, S. 1–16.
- Die Wallfahrt Maria Rain im 15. Jahrhundert. In: Jahrbuch des Vereins für Augsburger Bistumsgeschichte. Band 3, 1969, S. 17–26.
- Kirchliche Verhältnisse im Allgäu bei Beginn der Gegenreformation. Zusammengestellt nach den ältesten Visitationsprotokollen aus den Jahren 1575 und 1576. In: Allgäuer Geschichtsfreund. Band 69, 1969, S. 1–14.
- Kirchliche Verhältnisse im Allgäu nach der Gegenreformation. Zusammengestellt nach dem Visitationsprotokoll von 1608 für die Landkapitel Isny, Lindau, Stiefenhofen. In: Allgäuer Geschichtsfreund. Band 68, 1968, S. 1–21.
- St. Nikolaus im Allgäu. In: Allgäuer Geschichtsfreund. Band 67, 1967, S. 15–16.
- Ritter Veit Sürg von Sürgenstein, 1440–1511. Sein Leben und seine Leistung. In: Allgäuer Geschichtsfreund. Band 65/66, 1966, S. 1–32.
- Die Entstehung und die ersten Jahrzehnte der Wallfahrt Itzlings. In: Westallgäuer Heimatblätter, Band 9, Nr. 16, April 1960, S. 61 f. Digitalisat.

- Das Rätsel der Walkenberger Schanze. Bericht über die Grabungen auf der Walkenberger Schanze. In: Allgäuer Geschichtsfreund. Band 56/57, 1956, S. 25–27.
- Ein Beitrag zur Geschichte des ehemaligen Landkapitels Isny. In: Allgäuer Geschichtsfreund. N. F. Band 47, 1941, S. 1–32.